# Liste der Nummer-eins-Hits in den Niederlanden (1962)
Diese Liste enthält alle Nummer-eins-Hits in den Niederlanden im Jahr 1962. Es gab in diesem Jahr zwölf Nummer-eins-Singles.
| Singles |
| --- |
| - Eddie Hodges – I'm Gonna Knock On Your Door - 7 Wochen (16. Dezember 1961 – 2. Februar 1962) - The Blue Diamonds – Little Ship - 3 Wochen (3. Februar – 23. Februar) - Bob Moore und sein Orchester – Mexico - 4 Wochen (24. Februar – 23. März) - Chubby Checker – Let's Twist Again - 4 Wochen (24. März – 20. April) - Cliff Richard & The Shadows – Do You Wanna Dance? - 6 Wochen (21. April – 1. Juni) - Conny Froboess – Zwei kleine Italiener - 8 Wochen (2. Juni – 27. Juli) - Elvis Presley – Good Luck Charm - 3 Wochen (28. Juli – 17. August) - Cliff Richard & The Shadows – Do You Wanna Dance? - 4 Wochen (18. August – 14. September) - Ray Charles – I Can’t Stop Loving You - 4 Wochen (15. September – 12. Oktober) - Anneke Grönloh – Brandend zand - 2 Wochen (13. Oktober – 26. Oktober) - Pat Boone – Speedy Gonzales - 4 Wochen (27. Oktober – 23. November) - Anneke Grönloh – Paradiso - 16 Wochen (24. November 1962 – 15. März 1963) |